# Museo Nazionale Preistorico Etnografico „Luigi Pigorini“

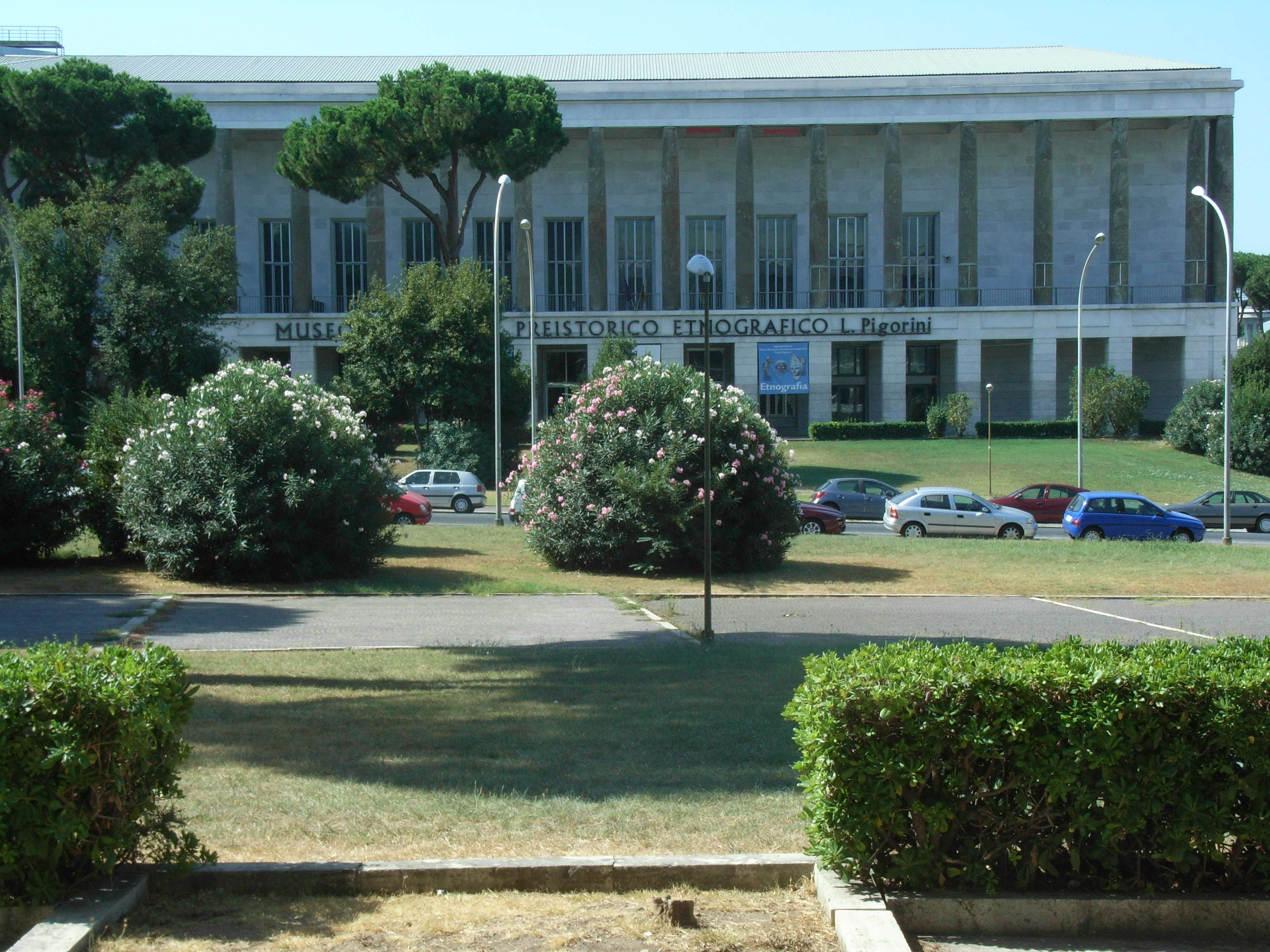
Das Museo Nazionale Preistorico Etnografico „Luigi Pigorini“ in Rom

Das Museo Nazionale Preistorico Etnografico „Luigi Pigorini“ befindet sich an der Piazza Guglielmo Marconi im römischen Stadtteil EUR. Das in zwei getrennte Bereiche aufgeteilte Museum verteilt sich über drei Stockwerke und präsentiert zum einen eine große Sammlung an Objekten zur außereuropäischen Ethnographie, zum anderen die wichtigste Sammlung zur Vorgeschichte Italiens. Das Museum beherbergt außerdem eine bedeutende Spezialbibliothek. Seit dem Jahr 2016 ist es mit dem Museo nazionale delle arti e tradizioni popolari, dem Museo dell’Alto Medioevo und dem Museo Nazionale d’Arte Orientale verschmolzen und im Museo delle civiltà aufgegangen.

## Geschichte

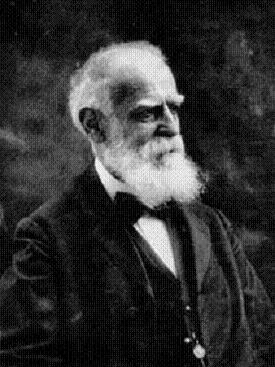
Luigi Pigorini (1842–1925)

Als man im Jahr 1870 Luigi Pigorini zum Ressortleiter in die Generaldirektion der Musei e Scavi d'antichità in Rom berief, nutzte dieser die Gelegenheit, um als Spiritus rector die Gründung eines Museums, das sich der Herausbildung der Zivilisation auf italienischem Boden widmen sollte, anzuregen. Das Museum wurde 1876 als Regio Museo Nazionale Preistorico Etnografico di Roma von Ruggero Bonghi, zu dieser Zeit Bildungsminister des jungen italienischen Staates, eingeweiht und in einem Flügel des Palazzo del Collegio Romano eingerichtet. Der Ort bot sich an, denn im Collegium Romanum befand sich das seit 1651 aufgebaute Museo Kircheriano, das bereits eine Sammlung prähistorischer und ethnographischer Objekte besaß und wie das gesamte Gebäude des Collegiums 1873 durch den neu gegründeten italienischen Staat beschlagnahmt wurde.
Unter dem Namen Musei Preistorico Etnografico e Kircheriano wurden nun beide Museen der gemeinsamen Direktion Pigorinis unterstellt. Neben dem kontinuierlichen Sammlungsaufbau war es Pigorinis Verdienst, das Museum auf dem Gebiet der prähistorischen Archäologie Italiens zum Zentrum sowohl für die Koordination und Durchführung der Ausgrabungen als auch der Verbreitung der resultierenden Ergebnisse zu machen. Nach Pigorinis Tod im Jahr 1925 erhielt das Museum ihm zu Ehren den Namen Museo nazionale preistorico ed etnografico „Luigi Pigorini“.
Zwischen 1962 und 1977 zog das Museum in sein bis heute genutztes Gebäude, den Palazzo delle Scienze, einen für das EUR typischen Bau des italienischen Rationalismus. Anlass war der 6. Internationale Kongress für Vor- und Frühgeschichte, der 1962 in Rom abgehalten wurde. Hierfür wurde als dauerhafte Auslagerung zunächst das Museo della Preistoria e Protostoria Laziale in dem Palazzo untergebracht, von 1975 bis 1977 zogen dann sämtliche Bestände und Verwaltung aus dem Collegium Romanum in den neuen Sitz des Museums. Seit dem Jahr 2016 ist es mit anderen Museen Teil des Museo delle civiltà.

## Sammlungen
Für die Eröffnung des Museums rief der damalige Generaldirektor per i Monumenti e gli Scavi, Giuseppe Fiorelli, seine Inspektoren auf, die Gründung durch „reliquie preistoriche“ („prähistorische Relikte“) ihrer jeweiligen Gebiete zu unterstützen. Etwa 35 Inspektoren kamen dieser Bitte nach und bildeten so den Grundstock des Museums. Im Laufe der nächsten Jahre kamen weitere Fundkomplexe hinzu, z. B. 4000 Steinwerkzeuge, die Concezio Rosa in den Abruzzen ausgegraben hatte. Anfang der 1890er Jahre wurden dem Museum von Rodolfo Lanciani 700 Objekte aus dessen Ausgrabungen in Veii gestiftet. Im Laufe der Jahre kamen immer weitere Bestände an das Museum, das über Tausende von Objekten verfügt.
Die Bestände des Museo Kircheriano umfassten Stücke, die aus den Missionen der Kapuziner im Kongo und in Angola sowie der Jesuiten in China, Brasilien und Kanada stammten. Hinzu kamen weitere große Sammlungen von italienischen Entdeckungsreisenden des 18. und 19. Jahrhunderts, unter anderem aber auch die hawaiischen Objekte von der dritten Südseereise James Cooks.
Die Sammlungen verteilen sich auf zwei Bereiche: Den ethnographischen, der sich den Objekten zu Kulturen jedes einzelnen außereuropäischen Kontinentes widmet, und den prähistorischen Bereich, in dem Funde, Fundkomplexe und Befunde überwiegend der italienischen Vorgeschichte ausgestellt werden.

### Prähistorische Abteilung

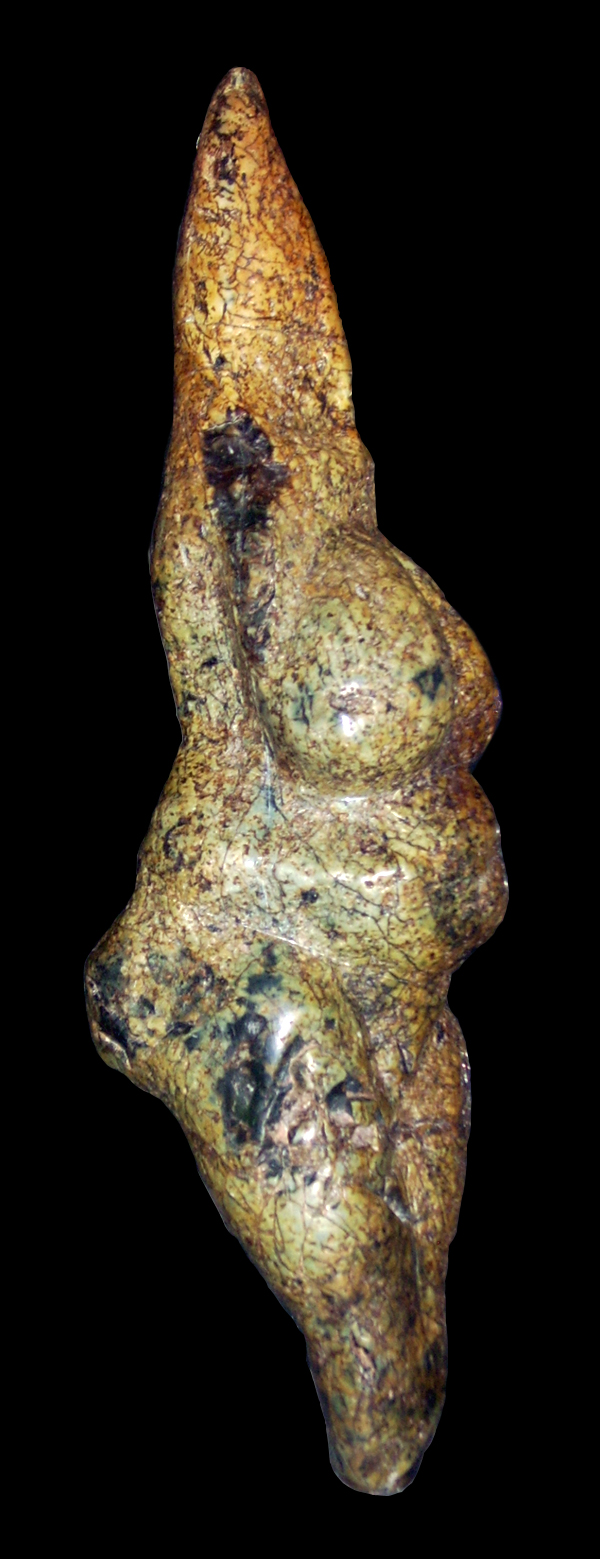
Venus von Savignano

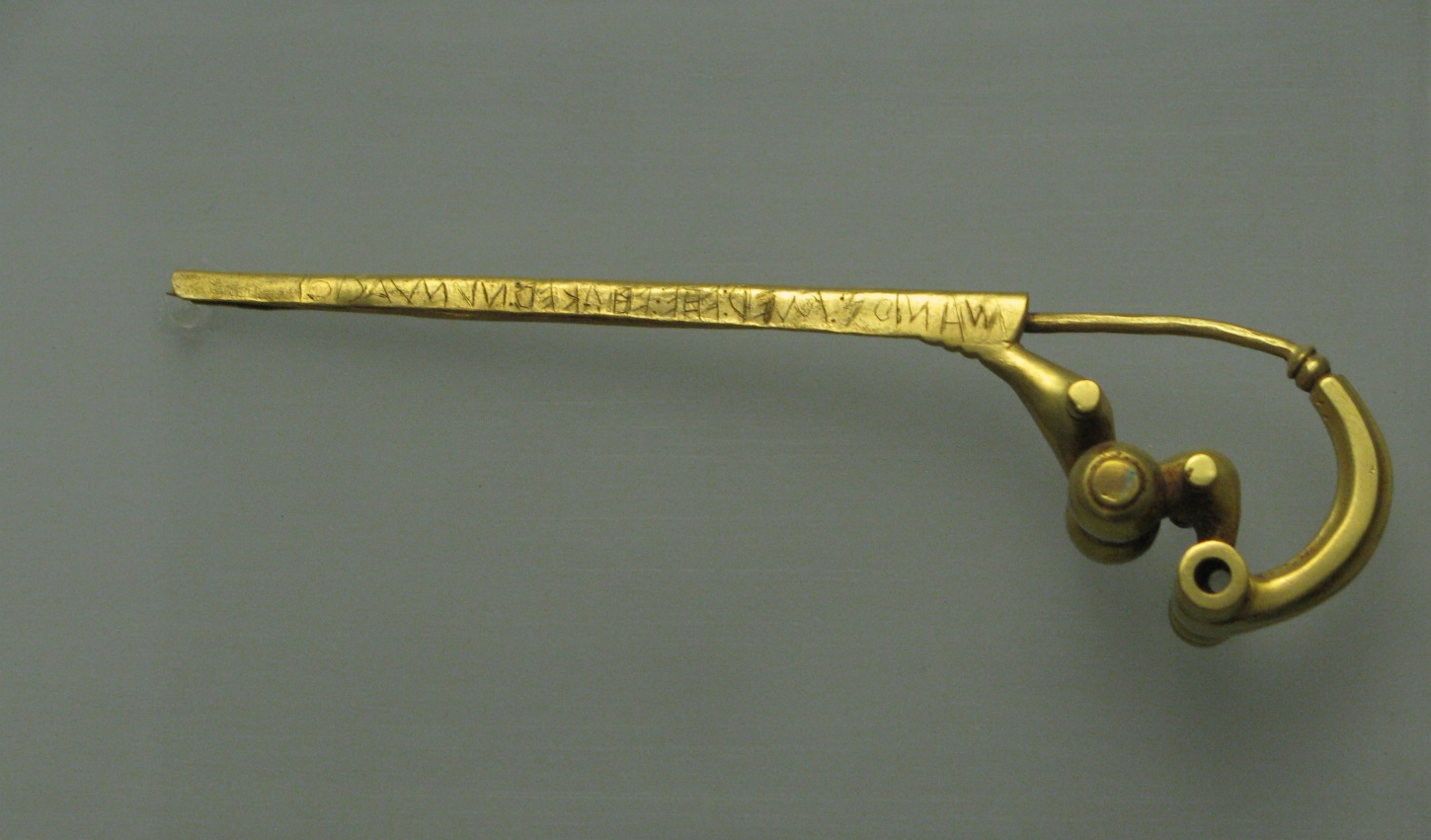
Fibula Praenestina aus dem 7. Jahrhundert v. Chr.

„Museum zum Anfassen“ präsentiert die prähistorische Abteilung, die nach teils thematischen, teils chronologischen Gesichtspunkten strukturiert ist und es bei zahlreichen Ausstellungsobjekten dem Besucher erlaubt, diese auch zu berühren und taktil zu erleben. Die reiche Vorgeschichte Italiens steht hierbei im Mittelpunkt, erlaubt aber auch einen Blick über die Halbinsel hinaus.

#### Weshalb, wieso, warum?
Der erste Bereich widmet sich den Grundlagen und Methoden zur Erforschung der menschlichen Vorgeschichte: Ursprung und Entwicklung des Homo sapiens, Herausbildung erster Kulturäußerungen, Beherrschung des Feuers, Bestattungssitten sind zentrale Aspekte. Vorgestellt werden die verschiedenen Disziplinen, die in dem weiten Feld der vorgeschichtlichen Forschung zusammenarbeiten: Paläoethnologie, Archäozoologie, Archäobotanik, Geoarchäologie und weitere. Ausgestellt werden unter anderem: die Geländerekonstruktion des frühpaläolithischen Lagerplatzes von Castel di Guido aus originalen Stücken; Grab und Werkstätte für Steingeräte spätpaläolithischer Zeitstellung, ein Schnitt durch eine neolithische Besiedlung und eine Hütte der Metallzeit, außerdem Pflanzen des Pleistozän. Welch kritischer Moment das – auch immer zerstörerische – Ausgraben eines Befundes ist, soll dem Besucher vor Augen geführt werden und die Grundlagen für das Verständnis der weiteren Sektionen gelegt werden.

#### Naturgeschichte des Menschen
Evolutionstheorie, Entwicklung der Homininae und die Stammesgeschichte des Menschen werden überwiegend anhand von Gipsabgüssen dargestellt. Zudem gibt es eine Rekonstruktion des Nariokotome-Jungen und einen Abguss der Fußabdrücke von Laetoli in Tansania.

#### Paläolithikum. Jäger und Sammler
Stein- und Knochenwerkzeuge des Acheuléen, die Schädelfragmente des Neandertalers Saccopastore 1 und des Neandertalers aus der Guattari-Höhle, Technokomplexe des Moustérien. Gräber und Grabfunde dokumentieren in der Ausstellung die konzeptionelle und symbolische Gedankenwelt der frühen Menschen ebenso wie die ersten „Kunstwerke“ dieser Zeit.

#### Vom Dorf zur Stadt
Die Abteilung schließt den zeitlichen Rahmen der Vorgeschichte und vereint Neolithikum, Kupfersteinzeit, Bronze- und frühe Eisenzeit. Anhand zahlreicher Objekte der italienischen, aber auch der sonstigen europäischen Vorgeschichte werden die wichtigsten Stationen der kulturellen Entwicklung aufgezeigt: Entstehung der Landwirtschaft, Entwicklung der Metallverarbeitung, das Aufkommen herrschender Bevölkerungsschichten. Funde aus der Grotta Patrizi, eine Rekonstruktion der Tomba della Vedova aus der kupferzeitlichen Nekropole von Ponte San Pietro, der Einbaum aus der Nekropole von Caolino bei Sasso di Furbara nahe Cerveteri gehören zu den Ausstellungsstücken, ebenso zahlreiche aus Latium stammende Gefäße.

#### Eintauchen in die Vergangenheit
Der neolithische Fundort von La Marmotta bei Anguillara Sabazia steht im Zentrum der letzten Abteilung und präsentiert Funde und Dokumentation der unterwasserarchäologischen Ausgrabung im Braccianosee. Dort wurden am Seegrund die Reste einer neolithischen Siedlung mit großen Mengen an Keramik, Steinwerkzeugen, ein Einbaum, zahlreiche Holzreste und Korbflechtereien gefunden, die zusammengenommen einen detaillierten Einblick in die Lebensverhältnisse dieser Siedlungsgemeinschaft erlauben. Den Knochenfunden ist zu entnehmen, dass Schaf und Schwein als Jungtiere geschlachtet wurden, Rinder hingegen erst ausgewachsen. Zu medizinischen Zwecken wurden gemeiner Lein und Schlafmohn angebaut. Der Vermittlung des zu gewinnenden Bildes dient diese den Rundgang abschließende Abteilung.

### Ethnographische Abteilung

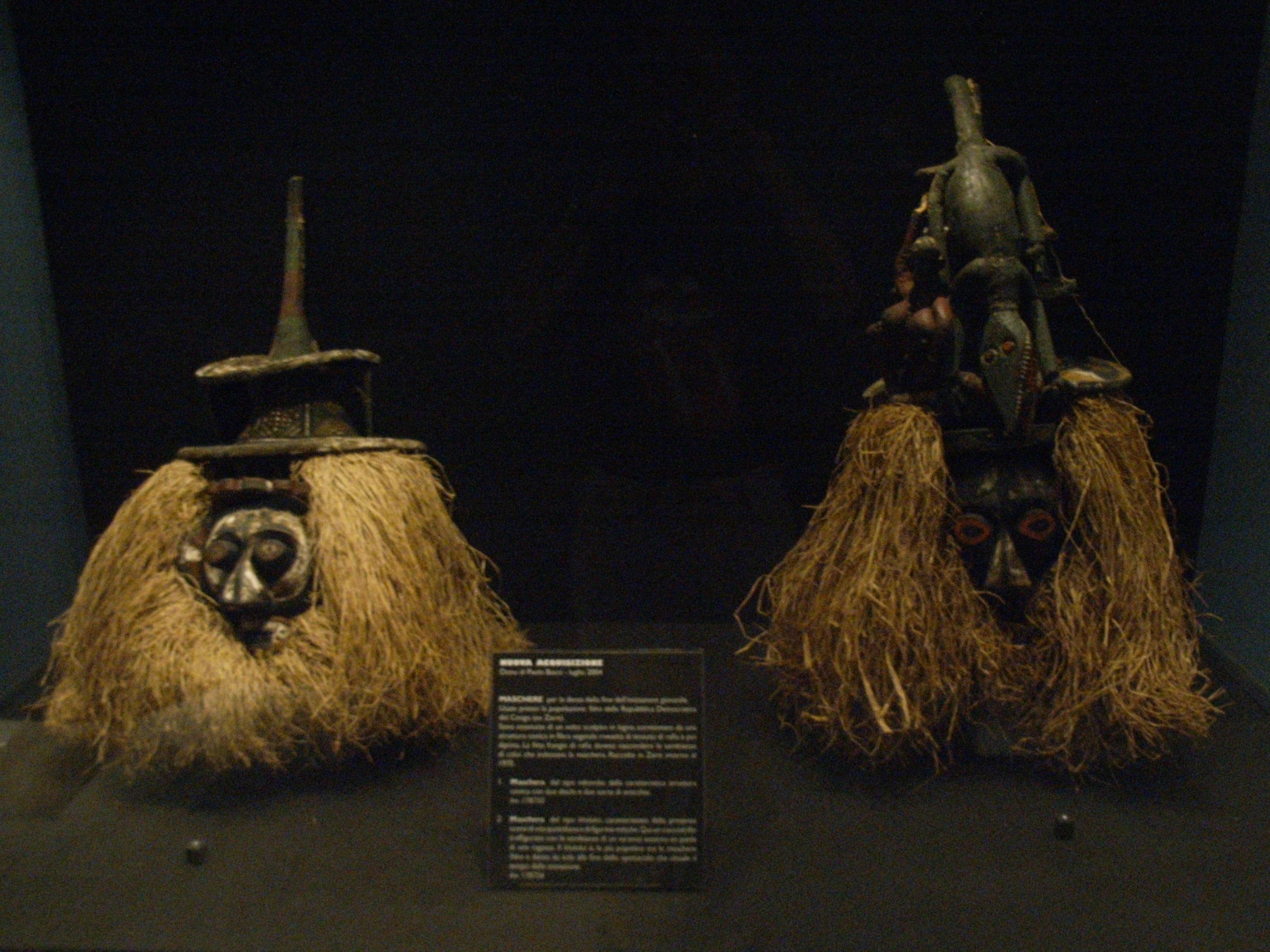
Afrikanische Masken

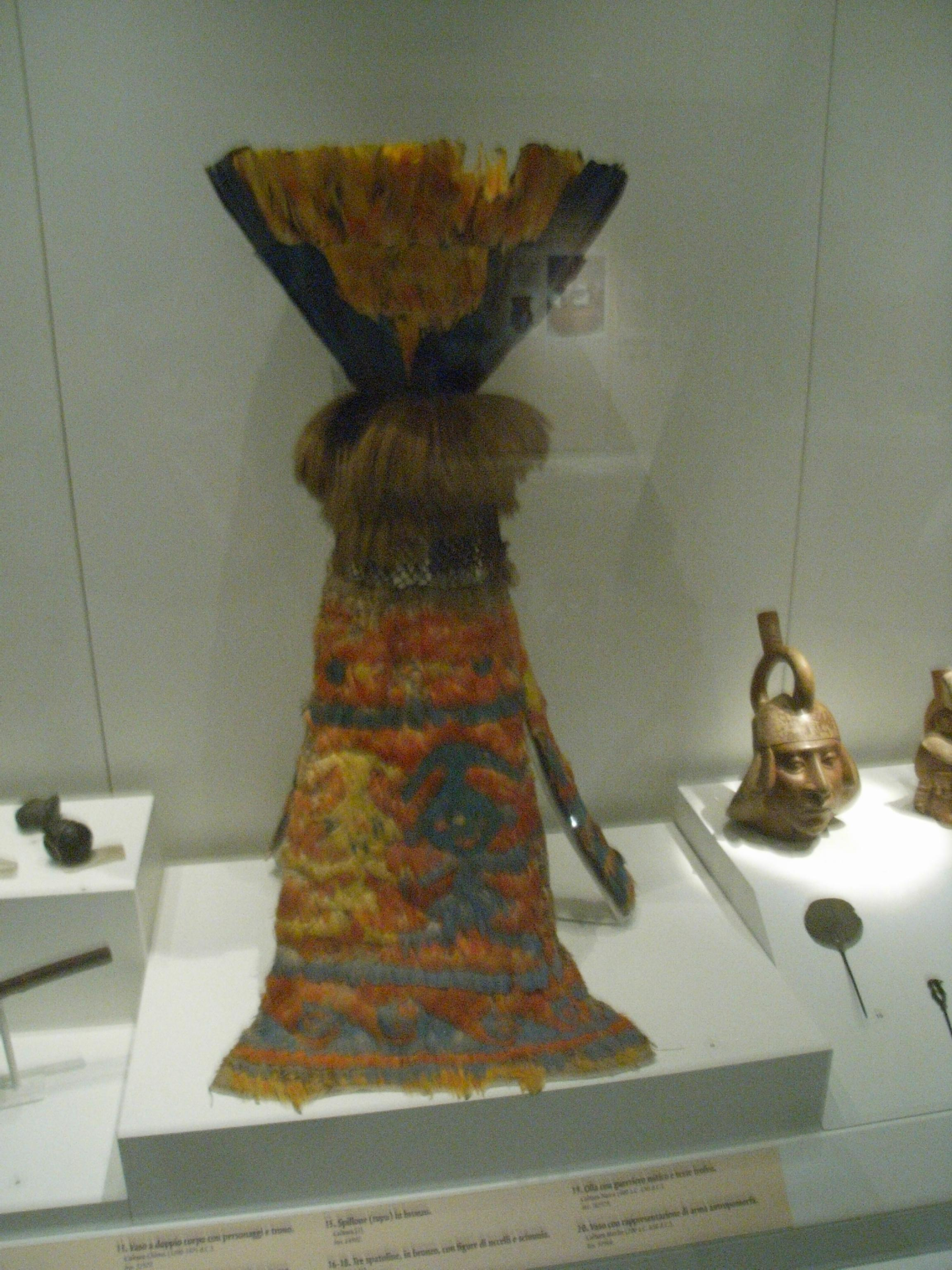
Südamerikanischer Federschmuck

Die Ausstellung der ethnographischen Abteilung umfasst Gegenstände, die alle materiell fassbaren Aspekte einer Kultur abdecken, nicht nur die den Bereichen Religion oder Kunsthandwerk zuzuordnenden. Die Ausstellung ist nach Kontinenten gegliedert, wobei jeder Kontinent mehrere Säle umfasst.

#### Afrika
Der Bereich Afrika zeichnet drei Stationen des Zusammentreffens des Westens mit Afrika auf: die Erforschung der Westküste im 15. Jahrhundert durch die Europäer, die Erforschung Innerafrikas im 19. Jahrhundert sowie die Entdeckung und Adaption afrikanischer Kunst durch abendländische Künstler am Beginn des 20. Jahrhunderts. Zu den besonderen Stücken zählen Elfenbeinarbeiten aus Nigeria und Fetische aus dem Kongobecken.

#### Amerika
Der Bereich Amerika widmet sich den Kulturen Mittel- und Südamerikas, insbesondere dem Zusammentreffen der eingeborenen Völker mit den Europäern. Ausgestellt werden unter anderem mexikanische Mosaikmasken, Federschmuck und Objekte der materiellen Kultur des Amazonasbeckens. Ein besonderer Bereich gilt der Kultur der Anden. Anhand der Objekte der verschiedenen Kulturen Mittel- und Südamerikas – etwa der Olmeken, Mixteken, Zapoteken, Totonaken, Azteken – wird darzustellen versucht, was Gegenstände über die Träger der dahinterstehenden Kultur aussagen können.

#### Ozeanien
Die Ozeanien repräsentierende Sammlung ist mit ihren rund 15.000 Objekten eine der bedeutendsten Sammlungen Europas. Vertreten sind Melanesien, Polynesien, Mikronesien und Australien. Der umfangreichste Teil stammt aus Neuguinea und ist weitgehend den Forschern und Entdeckungsreisenden Lamberto Loria, Luigi Maria d’Albertis sowie Otto Finsch zu verdanken. Die Ausstellung widmet sich z. B. dem Haus Tambaran, das geheimes Zeremonialhaus der Männer und der Aufenthaltsort der Geister war. Der Ahnenkult Ozeaniens, Religion Polynesiens und die Glaubenswelt der Ureinwohner Australiens sind weitere Themen der Ozeanien-Ausstellung.

#### Asien
Die Asienabteilung umfasst eine umfangreiche Sammlung, die sie unter anderem verschiedenen italienischen Orientreisenden verdankt. So besitzt sie über 4172 Objekte aus der Sammlung des Japanreisenden Vincenzo Ragusa, darunter Bronze- und Keramikgefäße, Waffen, Statuetten, Musikinstrumente, Gegenstände des täglichen Gebrauchs. Rund 2000 Objekte des häuslichen Lebens in China verdankt das Museum dem Dolmetscher an der italienischen Botschaft in China, Giuseppe Ros. Von dem Entdeckungsreisenden und Zoologen Leonardo Fea erwarb das Museum 1889 etwa 1200 Stücke aus Birma. Von dem italienischen Zoologen und Anthropologen Enrico Hillyer Giglioli kamen bedeutende Jadewerke aus Japan und China sowie Kultgegenstände des tibetischen Buddhismus in den Besitz des Museums. Indien ist vertreten durch eine außergewöhnliche Sammlung indischer Musikinstrumente, die der bengalische Musikwissenschaftler Raja Sir Sourindro Mohun Tagore dem italienischen König Vittorio Emanuele II. geschenkt hatte.

## Wissenschaftliche Einrichtungen
Dem Museum sind eine Reihe wissenschaftlicher Einrichtungen angeschlossen: Archive, Bibliothek, Laboratorien. Außerdem gibt das Museum das 1875 gegründete Bullettino di Paletnologia Italiana heraus – die älteste italienische Zeitschrift für Vorgeschichte und eine der ersten europäischen Zeitschriften dieses Wissenschaftsgebietes überhaupt.

### Bibliothek
Die Bibliothek umfasst rund 70.000 Bände zu Vorgeschichte und außereuropäischer Ethnographie. Sie geht in ihrem Grundstock auf die etwa 8.000 Bände umfassende Bibliothek des Museo Kircheriano zurück und wurde seit Gründung des Museums kontinuierlich ausgebaut. So konnten Ende des 20. Jahrhunderts die Bestände des Ethnosoziologen Edmund Leach (1910–1989), des Anthropologen Vittorio Lanternari (1918–2010) und des Prähistorikers Antonio Mario Radmilli (1922–1998) erworben werden. Die Bibliothek hält etwa 1000 Periodika, von denen rund 400 im Tausch gegen das eigene Bullettino bezogen werden.

### Archive
Die Archive enthalten Dokumente, Fotografien und audiovisuelle Medien. Etwa 60.000 Manuskripte, wissenschaftliche Korrespondenzen, Zeichnungen, Tagebücher, die bis in die Gründungsjahre des Museums zurückreichen, dokumentieren unter anderem die Forschungsgeschichte zur italienischen Vorgeschichte von ihrer Entstehung bis in die Gegenwart. Die nachgelassenen Unterlagen von Entdeckungsreisenden, etwa die 17.000 Karteikarten von Enrico Hillyer Giglioli, sind ebenso Teil der Archive wie die Dokumentation der italienischen Aktivitäten auf Malta. Das Zehntausende an Fotografien umfassende Fotoarchiv gliedert sich in zwei Bereiche: 1. Fotografien, die das Museum im Rahmen seiner archäologischen und wissenschaftlichen Aktivitäten und Dokumentation selbst aufgenommen hat; 2. Fotografien aus Nachlässen etwa von Pigorini selbst oder von Giglioli, dessen Aufnahmen teils aus den 1850er Jahren stammen. Auch der fotografische Nachlass des Archäologen Luigi Maria Ugolini zu dessen Ausgrabungen in Albanien und Malta wird hier aufbewahrt.

### Laboratorien
Verschiedene Laboratorien stehen im Museum zur Untersuchung archäologischer Befunde bereit. So werden im Bereich Archäozoologie und Paläontologie menschliche und tierische Knochenfunde analysiert, datiert, morphologisch untersucht und entwicklungsgeschichtlich geordnet. Zahnschmelzuntersuchungen dienen zur Bestimmung des Alters bei Eintritt des Todes von Individuen. Das Labor für Biologische Anthropologie unterhält die Digital Archives of Human Paleobiology, die als CD-ROMs zur Verfügung gestellt werden. Zugleich ist es für Konservierung und Untersuchung der im Museum aufbewahrten, von Ausgrabungen stammenden menschlichen und hominiden Skelette verantwortlich.